# Herajon v Argosu
Herajon v Argosu (grško Ἡραῖον Ἄργους) je antični tempelj v Argosu v Grčiji. Bil je del največjega svetišča v Argolidi, posvečen Heri, katere vzdevek je bil "Argejska Hera" (Ἥρη Ἀργείη ), kot se pojavlja v Homerjevih delih. Hera se je sama razglasila za zaščitnico Argosa v Iliadi IV, 50−52): »Tri mesta, ki sem jih najbolj ljubila, so Argos, Šparta in Mikene s širokimi ulicami«. Spomenik, ki se je ohranil pri antičnem Argosu, je anikoničen steber velike boginje.  Uvajanje kulta Here v celinski Grčiji bi lahko bilo v kraju, severovzhodno od Argosa, v arheološkem najdišču v Mikenah in Mideji, dveh pomembnih mikenskih mestih. Popotnik Pavzanij, ki je obiskal ta kraj v 2. stoletju n. št., opisuje območje kot  Prosimun (Προσύμνη).

## Zgodovina in položaj
Temen (prostor, namenjen uradni rabi) zaseda tri umetne terasaste ravni nad ravnico, od koder je bil mogoč nadzor. Stari tempelj je 423 pred našim štetjem uničil požar, oltar na prostem je stal na najvišji terasi. Slavni slonovinasti in pozlačeni bronasti Poliklejtov kip Here je stal v novem templju na srednji terasi, ki ga je po požaru zgradil Evpolemos iz Argosa. Tam so bile tudi druge strukture,  najzgodnejši primer stavbe z odprtim peristilnim dvoriščem, ki ga obdajajo stebrne stoe. Na najnižji ravni so ostanki stoe. Antični podporni zidovi podpirajo ravne terase.
Blizu Herajona je mikensko pokopališče, prostor za kult prednikov v geometričnem obdobju, ki ga je izkopal Carl Blegen. V rimskih časih so bile v bližini mesta dodane kopeli ter palestra (šola rokoborbe).
Po legendi, ki jo je zapisal Diktis s Krete (Dictys Cretensis), je bil na Herajonu Agamemnon izbran za vodenje Argosa proti Troji. Stene in najstarejše najdbe so iz geometričnega obdobja, v katerem je bila napisana Iliada. Heladsko naselje je bilo pred razvojem svetišča.
Večina ostankov, najdena tu, je iz 7. do 5. stoletja pred našim štetjem. 

## Izkopavanja
Britanski častnik Thomas Gordon je leta 1831 prvi določil kraj za izkopavanje in leta 1836 tudi opravil nekaj površnih izkopavanj. Leta 1874 je Heinrich Schliemann  kratek čas raziskoval kraj, preden se je začela sodobna arheologija na Herajonu pod okriljem Arheološkega ameriškega inštituta, ki je izbrala Argosov Herajon za svoje prvo izkopavanje v Grčiji pod vodstvom Charlesa Waldsteina. Odkril je snop 180 železnih zarjavelih nabodal (oboloj) skupaj s trdnimi železnimi ročaji v enakem snopu in enake dolžine (približno 120 centimetrov), votivni predmeti so se uporabljali kot standardna teža in mera, ki ju je uvedel kralj Fejdon iz Argosa in so bili še videni v klasični dobi. "Oboloj" iz Herajona je omenil filozof Heraklit Pontski v svojem delu Etimologija, da je pojasnil izvor imena denarne enote obol, ki je bila 1/6 drahme".